# Ivan Fanelli
Ivan Fanelli (* 13. Oktober 1978 in Bari) ist ein ehemaliger italienischer Radrennfahrer.
Ivan Fanelli begann seine Karriere 2003 bei dem polnischen Radsportteam Amore & Vita-Beretta. In seiner zweiten Saison dort konnte er eine Etappe beim Giro d’Abruzzo für sich entscheiden. 2005 fuhr er eine Saison für das Team L.P.R., bevor er wieder zu Amore & Vita zurückkehrte. Dort konnte er eine Etappe bei der Vuelta a Extremadura für sich entscheiden. 2007 und 2008 fuhr er für das italienische Continental Team Cinelli-Endeka-OPD. Er gewann 2007 beim Giro d’Abruzzo zwei Etappen, wurde Zweiter der Gesamtwertung und zwei Etappen der Serbien-Rundfahrt. In seinem letzten Jahr im internationalen Radsport, 2008, gewann er Etappen der Istrian Spring Trophy, der Marokko- und Mexiko-Rundfahrt.
Fanelli ist der jüngere Bruder von Antonio Fanelli, der auch Radprofi war. Außerdem ist er der Schwager des Radrennfahrers Timothy Jones aus Simbabwe.

## Erfolge
2004
- eine Etappe Giro d’Abruzzo

2006
- eine Etappe Vuelta a Extremadura

2007
- zwei Etappen Giro d’Abruzzo
- zwei Etappen Serbien-Rundfahrt

2008
- eine Etappe Istrian Spring Trophy
- eine Etappe Tour du Maroc
- eine Etappe Vuelta Mexico

## Teams
- 2003: Amore & Vita-Beretta
- 2004: Amore & Vita-Beretta
- 2005: Team L.P.R.
- 2006: Amore & Vita-McDonald’s
- 2007: Cinelli-Endeka-OPD
- 2008: Cinelli-OPD